# El Payo
El Payo (Payu en extremeny) en és un municipi de la província de Salamanca a la comunitat autònoma de Castella i Lleó. Limita al Nord amb Casillas de Flores i Fuenteguinaldo, a l'Est amb Peñaparda, al Sud amb Gata, Acebo, San Martín de Trevejo i Eljas i a l'Oest amb Navasfrías

## Demografia
| 1991 | 1996 | 2001 | 2004 |
| ---- | ---- | ---- | ---- |
| 616  | 532  | 476  | 452  |